# Misato Nakamura
Misato Nakamura (japanska: 中村美里), född den 28 april 1989 i Hachioji i Tokyo, är en japansk judoutövare.
Hon tog OS-brons i damernas halv lättvikt i samband med de olympiska judotävlingarna 2008 i Peking. Vid olympiska sommarspelen 2016 i Rio de Janeiro tog hon ytterligare en bronsmedalj.